# 2000 في الإكوادور
فيما يلي قوائم الأحداث التي وقعت خلال عام 2000 في الإكوادور.

## سياسة

### انتهاء فترة المنصب
- 21 يناير – جوستافو نوبوا نائب رئيس الإكوادور.

## رياضة
- 1 يناير – الدوري الإكوادوري لكرة القدم 2000 الفائز نادي أولميدو.

## مواليد

### يوليو
- 24 يوليو – ليوناردو كامبانا لاعب كرة قدم إكوادوري.[1]

## وفيات

### أبريل
- 6 أبريل – بيرناردينو إيشيفيريا رويز (مواليد 1912)